# Amar Meridya
Amar Meridya –en árabe, عمار مريجة– (nacido el 17 de marzo de 1976) es un deportista argelino que compitió en judo. Ganó dos medallas en los Juegos Panafricanos en los años 1999 y 2007, y diez medallas en el Campeonato Africano de Judo entre los años 1996 y 2008.

## Palmarés internacional
| Juegos Panafricanos | Juegos Panafricanos          | Juegos Panafricanos | Juegos Panafricanos |
| Año                 | Lugar                        | Medalla             | Categoría           |
| ------------------- | ---------------------------- | ------------------- | ------------------- |
| 1999                | Johannesburgo (Sudáfrica)    | Medalla de oro      | –66 kg              |
| 2007                | Argel (Argelia)              | Medalla de oro      | –73 kg              |
| Campeonato Africano |                              |                     |                     |
| Año                 | Lugar                        | Medalla             | Categoría           |
| 1996                | Sudáfrica (Sudáfrica)        | Medalla de bronce   | –65 kg              |
| 1997                | Casablanca (Marruecos)       | Medalla de oro      | –65 kg              |
| 1998                | Dakar (Senegal)              | Medalla de oro      | –66 kg              |
| 2000                | Argel (Argelia)              | Medalla de oro      | –66 kg              |
| 2001                | Trípoli (Libia)              | Medalla de oro      | –66 kg              |
| 2002                | El Cairo (Egipto)            | Medalla de plata    | –66 kg              |
| 2004                | Túnez (Túnez)                | Medalla de oro      | –66 kg              |
| 2005                | Puerto Elizabeth (Sudáfrica) | Medalla de oro      | –66 kg              |
| 2006                | Puerto Louis (Mauricio)      | Medalla de oro      | –73 kg              |
| 2008                | Casablanca (Marruecos)       | Medalla de oro      | –73 kg              |